# 机敏漏斗蛛
机敏漏斗蛛（学名：Agelena difficilis）为漏斗蛛科漏斗蛛属的动物。分布于朝鲜以及中国大陆的北京、河北、辽宁、浙江、安徽、山东、湖北、湖南、四川、陕西等地，常生活于灌木丛、农田以及多种树木。该物种的模式产地在四川。